# Fissidens kinabaluensis
Fissidens kinabaluensis är en bladmossart som beskrevs av Iwatsuki 1969. Fissidens kinabaluensis ingår i släktet fickmossor, och familjen Fissidentaceae. Inga underarter finns listade i Catalogue of Life.